# Дар-мар (новине)
Дар-Мар - лист за шалу, сатиру и забаву излазио је у Београду, једанпут недељно од 12. априла 1881. године до 20. јуна 1882. године, објавивши укупно 25 бројева.

## О часопису
Власник листа Дар-Мар био је Аксентије Мијатовић, а одговорни уредник Љубомир Петровић. Лист је покренут као гласило опозиционих Либерала, али је после годину дана неочекивано почео да подржава владајуће Напредњаке. Дар-Мар, лист за озбиљну шалу и киселу збиљу, објављивао је сатриричне песме и краће прозне текстове, као и карикатуре, које је цртао Драгутин Дамјановић. Последњи број 25. изашао је 20. јуна 1882. године.

## Тематика листа
Дар-Мар је већи део својих текстова посветио великој афери Бонту која се односила на изградњу железница у Краљевини Србији. Бавили су се и црквеним темама, посебно смењивањем Митрополита Михаила или постављањем за администратора митрополије епископа Мојсија, кога су помињали по надимаку Ћоса. Ситуација у Босни и односи са Аустроугарском били су, такође, честе теме овог листа. Своје ставове Дар-Мар је изражавао највише и најбоље преко карикатура Драгутина Дамјановића, по чему је био препознатљив.

## Рубрике
- Читаоцима
- Смесице
- Телеграми Дар-Мару
- Од свачега по нешто
- На знање
- Огласи

## Политичка опредељеност листа
Лист Дар-Мар, основан као гласило Либерала, све до броја 13. од 28. марта 1882. године нападао је напредњачку власт, после чега је променио је своју политичку оријентацију и почео да подржава владајуће напредњаке. У првој години излажења, пишући о афери Бонту, највише је руглу извргавао познате напредњаке Чедомиља Мијатовића, Милана Пироћанца, Милутина Гарашанина и Стојана Новаковића. Због Тајне конвенције потписане између Кнежевине Србије и Аустроугарске, после чега је, да се народу замажу очи, Кнежевина Србија проглашена за Краљевину Србију, а Кнез Милан за Краља, Дар-Мар је напао, не само напредњачку власт већ и друге политичке странке, посебно листове Српска независност и Лазу Костића, лист Видело (календар) и Лазара Комарчића, те Самоуправу Пере Тодоровића. Само месец дана касније, Дар-Мар је своје читаоце обавестио да мења уређивачку политику, и почео да подржава напредњачку власт, па је своју сатиричну оштрицу окренуо највише према новооснованом сатиричном листу Брка, који су покренули либерали. 